# Раонич, Милош
Ми́лош Ра́онич (англ. Milos Raonic, серб. Милош Раонић; род. 27 декабря 1990, Титоград, СФРЮ) — канадский профессиональный теннисист югославского происхождения, бывшая третья ракетка мира в одиночном разряде. Финалист Уимблдонского турнира 2016 года в одиночном разряде, полуфиналист двух турниров Большого шлема в одиночном разряде (Уимблдон-2014 и Открытый чемпионат Австралии 2016); победитель восьми турниров ATP в одиночном разряде; полуфиналист Кубка Дэвиса (2013) в составе национальной сборной Канады.

## Общая информация
С 2019 года встречался с бельгийской моделью Камиллой Рингуар. Милош и Камилла поженились в апреле 2022 года.

### Стиль игры
Раонич играет в агрессивный атакующий теннис, постоянно создавая давление на соперника. Подача Раонича является одной из лучших в профессиональном теннисе по скорости и разнообразию. Личный рекорд Милоша — подача со скоростью 250 км/ч (за всю историю тенниса быстрее подавали единицы). Вокруг подачи и поставлен теннис Раонича. Её дополняют мощные удары справа, посылающие закрученные мячи глубоко в корт. Раонич нередко выходит к сетке во время атаки. На приеме Раонич старается вернуть мяч с высокой скоростью с последующей атакой. Раонич также хорошо проводит обводящие удары как справа, так и слева. Он старается ограничивать розыгрыши мяча малым количеством ударов. Раонича отличает хладнокровие и способность усилить игру в критические моменты матчей.

## Спортивная карьера

### Начало карьеры
Милош Раонич родился в Титограде, СФРЮ (ныне Подгорица, Черногория) в семье инженеров Душана и Весны Раоничей. Когда Милошу было три года, его семья эмигрировала в Канаду. Милош (в Канаде его имя произносится иногда как Милос) начал играть в теннис в восемь лет. Отец водил его на тренировки ранним утром или поздним вечером, в часы, когда аренда корта стоит дешевле. Юный Милош записывал на видео все игры с участием Пита Сампраса, своего кумира, на которого мечтал стать похожим.
В 2007 году Милош Раонич стал одним из первых игроков, приглашённых в Национальный тренировочный центр Федерации тенниса Канады в Монреале. В том же году он начал участвовать в профессиональных турнирах. Лучшим его результатом в 2007 году стал выход в полуфинал турнира из серии «фьючерс» в Канаде с паре с другим местным игроком Фредериком Нимейером. В марте 2008 года он выиграл свой первый «фьючерс» в парах, а через две недели впервые вышел в финал в одиночном разряде. В ноябре 2008 года в Римуски (Канада) с Вашеком Поспишилом он выиграл свой первый «челленджер» в парном разряде, победив нескольких соперников, находящихся на 600 мест выше него в рейтинге.
В 2009 году Раонич выиграл по несколько «фьючерсов» в одиночном и парном разрядах и закончил год в пятой сотне рейтинга в парном разряде и в четвёртой в одиночном. В этом году состоялся его дебют в турнирах ATP: на Мастерсе в Монреале организаторы предоставили молодому дарованию уайлд-кард в квалификацию, откуда он пробился в основную сетку, победив по пути Теймураза Габашвили и Микаэля Льодра. Раонич в первом круге основной сетки был в двух очках от победы в матче с Фернандо Гонсалесом, посеянным на турнире под 11-м номером, и сделал за матч 20 подач навылет, но всё же проиграл 6-4, 6-76, 4-6. Через год они с Поспишилом дошли в этом же турнире, входящем в число наиболее престижных в АТР-туре, до второго круга, победив в первом пару, составленную из лучших игроков мира в одиночном разряде, Рафаэля Надаля и Новака Джоковича. Перед этим Раонич впервые в карьере дошёл до финала «челленджера» в одиночном разряде в Гранби (Квебек), а сразу после этого прошёл через отбор в основную сетку Открытого чемпионата США, где, однако, проиграл Карстену Боллу из Австралии. В сентябре в Куала-Лумпуре Раонич записал на свой счёт первую победу над игроком из первой сотни рейтинга, обыграв Сергея Стаховского, на тот момент 31-го в мире, а через неделю повторил этот успех в Токио, где обыграл Флорана Серра перед тем, как уступить во втором круге Надалю. За этот год он провёл четыре игры в составе сборной Канады в Кубке Дэвиса, одержав две победы и потерпев два поражения в матчах с командами Колумбии и Доминиканской республики. Он закончил год на 156-м месте в рейтинге.

### 2011—2013
В 2011 году Раонич преподнёс сюрприз на Открытом чемпионате Австралии. Попав в основную сетку через квалификацию, он обыграл подряд трёх соперников, входящих в первую сотню рейтинга, в том числе 24-ю ракетку мира Микаэля Льодра и десятую ракетку мира Михаила Южного, и только в четвёртом круге уступил Давиду Ферреру, седьмому в мире. После этого он впервые вошёл в число ста лучших теннисистов мира. Через три недели он выиграл турнир АТР в Сан-Хосе, победив на пути к титулу двух посеянных соперников, в том числе девятую ракетку мира Фернандо Вердаско. В первом сете финального матча против Вердаско он отыграл четыре сет-бола на тай-брейке, а во втором ему хватило одного мини-брейка, чтобы выиграть матч 7-66, 7-65. За турнир он так и не отдал ни одного сета. Раонич стал таким образом первым канадским теннисистом, выигравшим турнир АТР с 1995 года, когда это удалось Грегу Руседски, впоследствии сменившему гражданство на британское. Сразу вслед за этим он получил персональный допуск на турнир категории АТР 500 в Мемфисе, где во второй раз за две недели дошёл до финала, снова победив Вердаско уже в первом туре, а в полуфинале обыграв посеянного четвёртым Марди Фиша. Только в финале в упорной борьбе, включавшей два тай-брейка в трёх сетах, он уступил другому мастеру подачи, Энди Роддику. После победы в Сан-Хосе и финала в Мемфисе он поднялся на 37-е место в рейтинге, совершив скачок почти на 120 позиций меньше чем за два месяца, а по итогам турниров на грунтовых кортах в Монте-Карло, Барселоне и Эшториле переместился на 25-е место.
В матче второго круга на Уимблдонском турнире Раонич получил травму бедра и после хирургической операции вернулся к участию в профессиональных турнирах лишь в сентябре. Несмотря на поражение в плей-офф Кубка Дэвиса от Амира Вайнтрауба, он вышел со сборной, победившей израильтян со счётом 3-2, в Мировую группу. Позже он дошёл до полуфинала турнира в Стокгольме, где проиграл десятой ракетке мира Гаэлю Монфису. Через неделю на турнире серии Мастерс в Париже Милош проиграл в первом же круге французу Жюльену Беннето и закончил сезон на 31 месте в рейтинге. Его прогресс по итогам сезона был отмечен наградой Ассоциации теннисистов-профессионалов в категории «Новичок года».
Раонич успешно начал сезон, выиграв Открытый чемпионат Ченная по теннису в Индии. По ходу турнира он не отдал ни одной своей подачи, выиграв на ней 48 геймов, и оформил 14 брейков. Он также стал первым с 2008 года обладателем титула ATP, выигравшим все свои подачи. На травяном турнире в Халле 2008 года подобным отметился швейцарец Роджер Федерер.
Раонич продолжил свою победную серию и на Открытом чемпионате Австралии, разгромив итальянца Филиппо Воландри и в четырёх сетах обыграв немца Филиппа Пецшнера, но в третьем круге оказался бессильным против австралийского ветерана, бывшей первой ракетки мира Ллейтона Хьюитта — 6-4, 3-6, 6-75, 3-6. В феврале Милош в составе сборной Канады в первом раунде Кубка Дэвиса дома против французов взял реванш у Жюльена Беннето — 6-2, 6-4, 7-5, но из-за состояния здоровья в воскресенье так и не вышел на корт в матче против Жо-Вильфрида Тсонга. Тсонга победил сменившего Милоша Фрэнка Данцевича и Франция одержала победу над Канадой — 4-1. Впрочем, после осмотра врачей физическое состояние Милоша оказалось не таким страшным, как казалось, и канадец на следующей неделе после Кубка Дэвиса смог не только принять участие в турнире в Сан-Хосе, но и защитил свой прошлогодний титул, не отдав соперникам ни одного сета. Неделей позже Раонич второй год подряд дошёл до финала турнира в Мемфисе, но завоевать титул снова не удалось — на этот раз канадец не совладал с опытным австрийцем Юргеном Мельцером — 5-7, 6-74. В апреле Милош успешно выступил на грунтовом турнире в Барселоне, дойдя до полуфинала после побед над 12-й ракеткой мира Николасом Альмагро и четвёртой ракеткой мира Энди Марреем.
На Открытом чемпионате Франции Милош в третьем раунде уступил аргентинцу Хуану Монако. В июне на травяном турнире в Халле канадец в четвертьфинале уступает Роджеру Федереру — 7-64, 4-6, 6-73.
Участие на Уимблдоне Раонич, в отличие от прошлого года, начинает, находясь в полном здравии. Однако канадцу в матче второго круга пришлось столкнуться с другим соперником, обладающим могучей подачей — американцем Сэмом Куэрри и уступить — 7-63, 6-77, 6-78, 4-6.
В матче второго круга теннисного турнира Игр ХХХ Олимпиады в Лондоне Раонич, играя против Жо-Вильфрида Тсонга, установил два олимпийских теннисных рекорда: самый длительный матч (66 геймов) и самый длительный сет (48 геймов). Милош уступил в этом матче: 3-6, 6-3, 23-25. Также было улучшено достижение по максимальному числу сыгранных геймов за матч. Достижение, впрочем, было превзойдено уже на следующий день.
По итогам Открытого чемпионата Канады и турнира в Цинциннати, где Милош дошёл до четвертьфиналов (в Цинциннати после победы над седьмой ракеткой мира Томашем Бердыхом), он поднялся на 16 место в рейтинге, войдя тем самым в двадцатку сильнейших теннисистов мира. А после открытого чемпионата США, где он дошёл до четвёртого круга, уступив будущему там чемпиону Энди Мюррею, он стал пятнадцатой ракеткой мира. В раунде плей-офф Мировой группы Кубка Дэвиса против сборной Южной Африки Милош внес решающий вклад в победу канадской сборной, выиграв оба своих поединка в одиночном разряде.
В октябре Милош вышел в финал Открытого чемпионата Японии по теннису, обыграв двух игроков из лучшей десятки мира: Янко Типсаревича и Энди Маррея — обоих во второй раз за сезон. Правда, в финале проиграв местному любимцу Кэю Нисикори — 6-75, 6-3, 0-6.

А вот на конец сезона Милоша не хватило — в Валенсии канадец проиграл в первом же круге, а в Париже проиграл во второй игре, снова уступив Куэрри — 3-6, 6-71.
Раонич завершил сезон на 13-й позиции мирового рейтинга. Раонич исполнил 1002 эйса, уступив по этому показателю только Джону Иснеру. Он продемонстрировал лучшие показатели сезона в мире по количеству подач навылет в среднем за матч (15,4) и по процентному соотношению очков и геймов, выигранных на своей подаче (82 % и 93 % соответственно), а также по количеству отыгранных брейк-пойнтов.
Милош не смог защитить титул в Ченнае. Вернее, даже не пробовал — вместо этого канадец отправился в Брисбен, но там вылетел во втором раунде (первый он пропустил как «сеяный» игрок), проиграв своему ровеснику из Болгарии Григору Димитрову — 3-6, 4-6. На Открытом чемпионате Австралии Милош вышел в четвёртый круг, уступив Роджеру Федереру — 4-6, 6-74, 2-6. В феврале в первом раунде Кубка Дэвиса Раонич в одиночных матчах одолел представителей сеяной первой сборной Испании Альберта Рамоса и Гильермо Гарсия-Лопеса. Сборная Канады, с общим счетом 3-2 победив испанцев, впервые в истории вышла в четвертьфинал Мировой группы.
В Сан-Хосе Раонич в третий раз подряд выиграл турнир в Сан-Хосе, в полуфинале превзошел наконец Сэма Куэрри — 6-4, 6-2, а в финале — опытного немца Томми Хааса (6-4, 6-3) и вновь не отдав соперникам ни одного сета. Таким образом он стал первым за время Открытой эры теннисистом, победившим на этом турнире три раза подряд, и первым с 1955 года, когда третью подряд победу в этом турнире одержал Тони Траберт. После турнира, проходившего в последний раз в своей истории, Раонич заявил, что хотел бы возить победный для него корт Сан-Хосе в сумке на другие соревнования.
В августе Раонич дошел до финала «домашнего» турнира в Монреале, став первым с 1958 года представителем страны-организатора в мужском одиночном финале Открытого чемпионата Канады. Хотя в финале он уступил Надалю, это достижение позволило ему войти в десятку сильнейших теннисистов мира.
В сентябре на Открытом чемпионате Таиланда Раонич обыграл поочерёдно двух соперников из первой десятки рейтинга, завоевав пятый за карьеру в АТП титул в одиночном разряде. Неделей позже Милош во второй раз подряд дошел до финала Открытого чемпионата Японии, где в упорной борьбе уступил Хуану Мартину дель Потро, 6-75, 5-7.
По итогам сезона Раонич стал одиннадцатой ракеткой мира. Как и в предыдущем году, он продемонстрировал лучшие показатели сезона в мире по процентному соотношению очков и геймов, выигранных на своей подаче (82 % и 91 % соответственно), а по количеству подач навылет Милош уступил лишь Джону Изнеру. В декабре по результатам голосования журналистов канадских СМИ Раонич был назван спортсменом года в Канаде, намного опередив занявшего второе место футболиста Джона Корниша (чемпион мира по фигурному катанию Патрик Чан финишировал лишь четвёртым).

### 2014—2016
На Открытом первенстве Австралии Раонич травмировал голеностоп и на месяц выбыл из соревнований. По возвращении он вышел в четвертьфиналы турниров серии Мастерс в Индиан-Уэлс и Майами, что позволило ему вернуться в десятку сильнейших теннисистов мира. В Монте-Карло Милош вышел в третий подряд четвертьфинал турнира серии Мастерс. Уступив ставшему победителем турнира Станисласу Вавринке, он тем не менее поднялся на девятое место в рейтинге. В Риме Раонич дошел до первого в своей карьере полуфинала грунтового турнира серии Мастерс. А на Открытом чемпионате Франции он впервые в карьере вышел в четвертьфинал. На Уимблдонском турнире Раонич дошел до полуфинала, уступив в нём Роджеру Федереру и поднявшись после этого на рекордную для себя шестую позицию в рейтинге АТР.
А следующий свой турнир Милош выиграл. В финале турнира в Вашингтоне категории ATP 500 он взял верх над соотечественником Вашеком Поспишилом. Милош также вышел в четвертьфинал турнира в Торонто и в полуфинал турнира в Цинциннати, выиграв таким образом US Open Series, но на Открытом чемпионате США оступился уже в четвёртом круге, проиграв Нисикори. Их матч продолжался пять сетов, закончившись в 2 часа 26 минут ночи, что является рекордно поздним временем окончания матча на этом турнире. Ещё одно поражение канадец потерпел от Нисикори в финале Открытого чемпионата Японии — третьем подряд для Раонича и втором за три года, где встретились эти два соперника. В начале ноября Раонич использовал свой последний шанс пробиться в итоговый турнир сезона, добравшись до финала турнира Мастерс в Париже, ставшего для него вторым в карьере на этом уровне. По пути в финал он обыграл вторую ракетку мира Федерера — первая победа в карьере над этим соперником, — а затем Бердыха, занимавшего в рейтинге пятую строчку. В итоговом турнире года он уступил Федереру и Маррею, а затем снялся с турнира перед матчем с Нисикори из-за травмы правого бедра.
2015 год Милош начал с выхода в финал турнира в Брисбене. На Открытом первенстве Австралии он впервые в карьере дошел до четвертьфинала, уступив ставшему победителем Джоковичу. Этот успех позволил ему вернуться на шестую строчку мирового рейтинга. На турнире в Индиан-Уэлс он также впервые дошел до полуфинала, зачислив в свой актив первую победу над Рафаэлем Надалем.
Начало грунтового сезона для Раонича было омрачено непрекращающимися болевыми ощущениями в правой стопе; врачи диагностировали ущемление нерва и Милош вынужден был согласиться на операцию и пропустить остаток грунтового сезона. Несмотря на это, он успел выйти в четвертьфиналы турниров в Монте-Карло и Мадриде и стал четвёртой ракеткой мира — наивысшее достижение в истории канадского одиночного тенниса. Остаток сезона прошёл неровно — Раонич проиграл в третьем круге на Уимблдоне и Открытом чемпионате США и уступил почти во всех своих встречах с соперниками из первой десятки рейтинга (за исключением побед над Нисикори и Надалем в начале года), но сумел завоевать на Открытом чемпионате Санкт-Петербурга в сентябре первый за 14 месяцев титул. В финальный турнир года он не попал, а к ноябрю опустился в рейтинге до 14-го места.
В начале 2016 года Раонич начал сотрудничество с Карлосом Мойей в качестве тренера. Первый же свой турнир 2016 года Милош выиграл, в австралийском Брисбене уверенно победив в финале третью ракетку мира Роджера Федерера. На Открытом чемпионате Австралии он дошел до полуфинала, победив посеянного четвёртым Вавринку, но уступив Маррею в пятисетовом поединке, после которого у него были диагностированы разрыв бедренной приводящей мышцы и сухожилия. После лечения и восстановления Милош вернулся в тур на турнире серии Мастерс в Индиан-Уэлсе. Там он дошел до финала, обыграв в ходе турнира четырёх игроков из двадцатки сильнейших, включая седьмую ракетку мира Томаша Бердыха. В финале, однако, Раонич уступил первой ракетке мира Джоковичу. На трех последующих турнирах серии Мастерс (в Майами, Монте-Карло и Мадриде) Раонич выходил в четвертьфиналы, что позволило ему вернуться в десятку сильнейших. А сезон тенниса на траве принес ему ещё больше успехов при сотрудничестве с Джоном Макинроем. Вначале Милош вышел в финал турнира в Лондоне, а затем впервые в истории канадского тенниса стал финалистом Уимблдонского турнира.
| Стадия  | Соперник (посев)     | Рейтинг | Счёт                   | Время матча |
| 1 раунд | Пабло Карреньо Буста | 46      | 7-6(4) 6-2 6-4         | 1 ч 53 мин  |
| 2 раунд | Андреас Сеппи        | 45      | 7-6(5) 6-4 6-2         | 1 ч 57 мин  |
| 3 раунд | Джек Сок (27)        | 26      | 7-6(2) 6-4 7-6(1)      | 2 ч 16 мин  |
| 4 раунд | Давид Гоффен (11)    | 11      | 4-6 3-6 6-4 6-4 6-4    | 3 ч 2 мин   |
| 1/4     | Сэм Куэрри (28)      | 41      | 6-4 7-5 5-7 6-4        | 2 ч 31 мин  |
| 1/2     | Роджер Федерер (3)   | 3       | 6-3 6-7(3) 4-6 7-5 6-3 | 3 ч 25 мин  |
| Финал   | Энди Маррей (2)      | 2       | 4-6 6-7(3) 6-7(2)      | 2 ч 48 мин  |

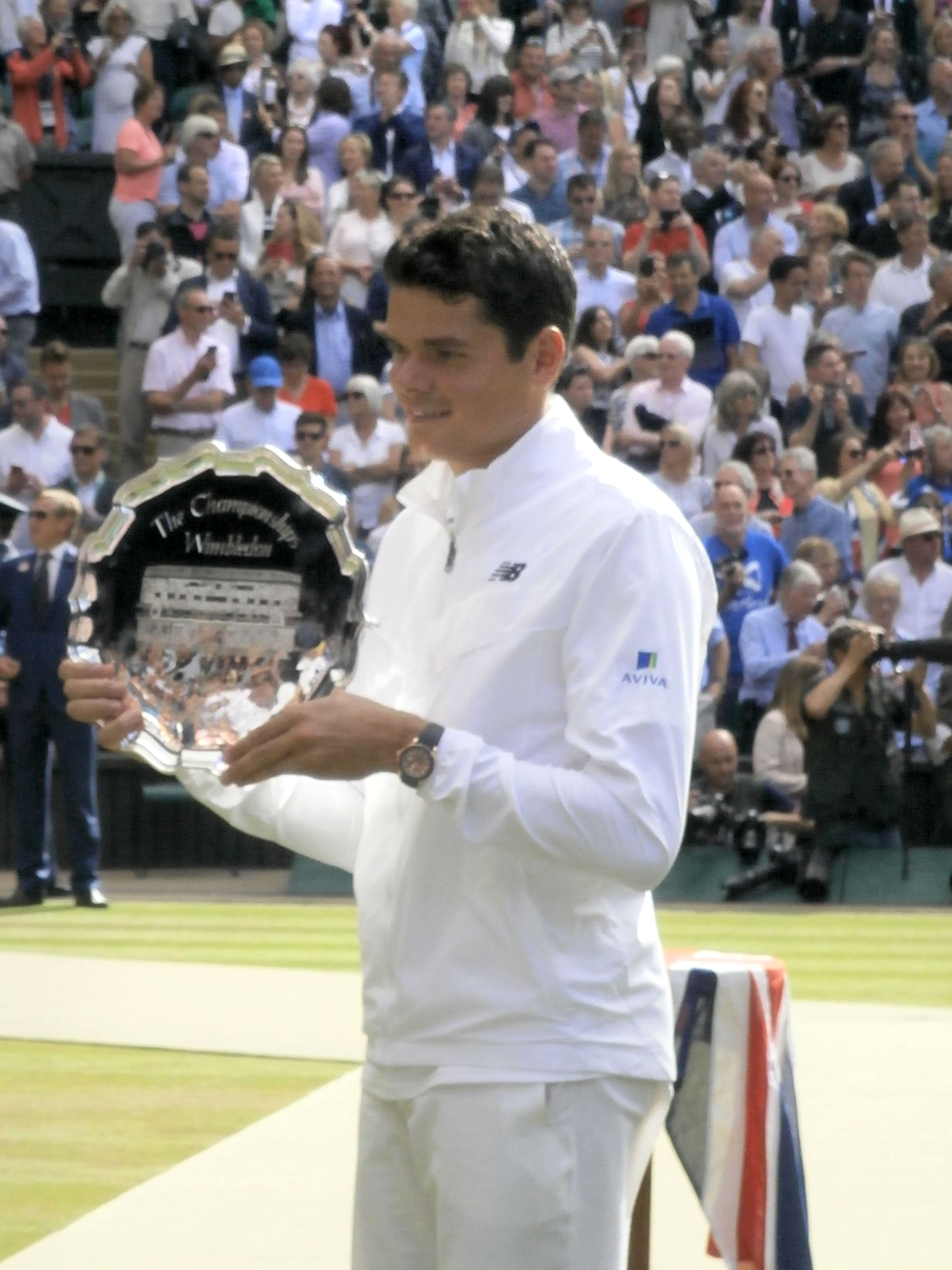
Раонич с призом финалисту Уимблдона (2016)

Вернувшись на корты с твердым покрытием, Раонич дошел до четвертьфинала турнира в Торонто и полуфинала в Цинциннати. На Открытом первенстве США он, однако, выбыл из борьбы уже во втором круге, назвав одной из причин судороги. Этот проигрыш знаменовал спад в игре Раонича, закончившийся в ноябре, когда он дошел до полуфинала турнира в Париже, но вынужден был сняться с матча против Маррея вследствие диагностированного надрыва четырёхглавой мышцы.
Милош квалифицировался на итоговый чемпионат ATP в Лондоне, где одержал 2 победы и вышел в полуфинал. Там он, не сумев реализовать матч-бол, уступил первой ракетке мира Маррею в упорнейшем трехсетовом поединке, ставшем рекордным по длительности (3 часа 38 минут) с тех пор, как матчи на этом турнире стали играться до двух выигранных сетов, и названном лучшим матчем года АТП-тура. Раонич закончил сезон, став третьим в мировом рейтинге и тем самым установив новый личный рекорд.

### 2017—2024
Новым тренером Раонича стал Рихард Крайчек. Такой выбор Милош объяснил необходимостью улучшить своё движение по корту, особенно выход к сетке. Реализации этих планов помешали проблемы со здоровьем. На протяжении сезона канадец пропустил семь недель из-за травмы кисти, после Уимблдонского турнира приняв участие только в трёх соревнованиях и в октябре досрочно завершив год из-за травмы ноги. Первая половина сезона включала два выхода в финал турниров АТР, в том числе в Стамбуле — первый в карьере Раонича финал на грунте. На Открытом чемпионате Австралии и Уимблдонском турнире он дошёл до четвертьфинала, проиграв соответственно Надалю и Федереру, но закончил сезон за пределами первой двадцатки рейтинга. В начале октября, пытаясь вернуться на корт после очередной травмы, канадец заявил, что сезоны Мирового тура АТР стали слишком длинными и включают слишком широкую географию мест проведения, что способствует травматизму среди ведущих игроков. В конце года было объявлено, что к тренерской бригаде Раонича присоединяется испанец Хавьер Пилес — бывший тренер Давида Феррера.
Возвращение после травм в начале 2018 года оказалось трудным: Раонич проиграл в первом же круге сначала в Брисбене Алексу де Минору, а затем на Открытом чемпионате Австралии Лукашу Лацко. Милош объяснил эти сложности недостатком времени на подготовку к сезону, вызванным необходимостью залечить травму мениска, полученную в ноябре. К концу февраля канадец занимал в рейтинге АТР 40-е место — худшее в карьере с 2011 года. В дальнейшем Раонич дважды подряд уступил Хуану Мартину дель Потро на последних этапах турниров Мастерс (в полуфинале в Индиан-Уэлсе и в четвертьфинале в Майами). Грунтовый сезон он почти не использовал, пропустив в том числе Открытый чемпионат Франции из-за новой травмы колена, но затем на траве пробился в финал турнира в Штутгарте (поражение от Федерера) и четвёртый за карьеру четвертьфинал Уимблдонского турнира (проигрыш Изнеру). Выходы в четвёртый круг на турнире Мастерс в Цинциннати и на Открытом чемпионате США позволили Раоничу завершить год в двадцатке сильнейших. В сентябре в матче плей-офф Кубка Дэвиса против Нидерландов он обеспечил Канаде досрочную победу и снова, после перерыва в 2017 году, был признан игроком года в Канаде.
На Открытом чемпионате Австралии 2019 года Раонич, обыграв во втором круге Вавринку, а затем посеянного под четвёртым номером Александра Зверева, вышел в четвертьфинал, где в четырёх сетах уступил Луке Пую, до этого года выбывавшему из борьбы в этом турнире в первом круге пять лет подряд. В послематчевом интервью Раонич сообщил, что у него снова травмировано колено и он не примет участие в матче Кубка Дэвиса против словаков. В середине февраля в Роттердаме проиграл Вавринке, прервавшему серию из трёх подряд побед канадца в их личных встречах (в последний раз перед этим швейцарец обыгрывал Раонича на этом же турнире за 4 года до этого). В Индиан-Уэлс канадец вышел в свой четвёртый подряд полуфинал этого турнира, проиграв там в трёх сетах будущему чемпиону Доминику Тиму. В июле в четвёртом круге Уимблдонского турнира проиграл в пяти сетах аргентинцу Гвидо Пелье, ведя 2:0 по сетам, а затем 5:3 в четвёртом сете. Во второй половине сезона Раонич почти не выступал, из-за травм спины, колена и бедра в общей сложности за год снявшись с участия в 12 турнирах и ещё в двух (Штутгарт и Монреаль) прекратив игру по ходу выступлений.
В укороченном из-за пандемии сезоне 2020 года Раонич выступал достаточно много, успев выиграть 23 матча при 9 поражениях. На Открытом чемпионате Австралии 2020 года обыграл в третьем круге полуфиналиста 2019 года, 6-ю ракетку мира Стефаноса Циципаса и снова дошёл до четвертьфинала, где в трёх сетах проиграл будущему чемпиону, Новаку Джоковичу. На турнире в Делрей-Бич (США) проиграл в полуфинале Райли Опелке, также ставшему победителем турнира. После возобновления сезона на турнире Мастерс, перенесённом из Цинциннати в Нью-Йорк, стал финалистом, в полуфинале во второй раз за сезон обыграв Циципаса. Титула, однако, канадец снова не завоевал, уступив Джоковичу, к тому моменту вернувшемуся на первую строчку в рейтинге. На Открытом чемпионате США проиграл уже во втором круге Вашеку Поспишилу, но в конце сезона ещё дважды проиграл в полуфиналах — в турнире ATP 500 в Санкт-Петербурге (Борне Чоричу) и в турнире Мастерс в Париже (будущему чемпиону, 5-й ракетке мира Даниилу Медведеву).
За 2021 год провёл лишь несколько турниров, в основном в начале сезона, проиграв в четвёртом круге Открытого чемпионата Австралии (лидеру рейтинга ATP Джоковичу в четырёх сетах) и турнира Мастерс в Майами (будущему чемпиону Хуберту Хуркачу на тай-брейке в решающем сете). Он не выступал с конца марта до конца июля из-за травмы бедра, вернувшись, сыграл только один матч (в конце июля на турнире ATP 250 в Атланте на харде) и завершил сезон из-за травмы ахиллова сухожилия. В конце года стало известно, что реабилитация не окончена и канадец пропустит австралийскую часть следующего сезона.
В итоге, однако, канадец пропустил весь сезон 2022 года. В сентябре 2022 года было объявлено, что Раонич стал партнёром в компании Tennis Clubs of Canada, на кортах которой в своё время начинал играть в теннис. Летом 2023 года вернулся на корт, принял участие в четырёх турнирах, в том числе обыграв в Торонто 10-ю ракетку мира Фрэнсиса Тиафо. После Открытого чемпионата США, где выбыл в первом же круге, уступив 7-й ракетке мира Стефаносу Циципасу, участвовал только в Кубке Дэвиса и принёс сборной Канады очко в матче против сборной Финляндии.
В 2024 году продолжал выступать нерегулярно. В июне на Queen's Club Championships в матче против Кэмерона Норри установил новый рекорд ATP по количеству подач навылет для матчей, играющихся до двух побед в сетах (47). Последний раз выступил в рамках олимпийского турнира в Париже, в первом раунде проиграв Доминику Кёпферу в трёх сетах, каждый из которых решился на тай-брейке.

## Рейтинг на конец года
| Год  | Одиночный рейтинг | Парный рейтинг |
| ---- | ----------------- | -------------- |
| 2024 | 238               | —              |
| 2023 | 317               | —              |
| 2021 | 70                | 627            |
| 2020 | 14                | 377            |
| 2019 | 31                | 447            |
| 2018 | 18                | —              |
| 2017 | 24                | —              |
| 2016 | 3                 | 571            |
| 2015 | 14                | 858            |
| 2014 | 8                 | 575            |
| 2013 | 11                | 131            |
| 2012 | 13                | 201            |
| 2011 | 31                | 369            |
| 2010 | 156               | 349            |
| 2009 | 373               | 425            |
| 2008 | 915               | 513            |
| 2007 | 1386              | 1386           |

По данным официального сайта ATP на последнюю неделю года

## Выступления на турнирах

### Финалы турниров Большого шлема в одиночном разряде (1)

#### Поражения (1)
| №  | Год  | Турнир   | Покрытие | Соперник    | Счёт              |
| 1. | 2016 | Уимблдон | Трава    | Энди Маррей | 4-6 6-7(3) 6-7(2) |

### Финалы турнировATPв одиночном разряде (23)

#### Победы (8)
| Легенда                 |
| ----------------------- |
| Большой шлем (0)*       |
| Итоговый турнир ATP (0) |
| ATP Мастерс 1000 (0)    |
| ATP 500 (1)             |
| ATP 250 (7)             |

| Титулы по покрытиям | Титулы по месту проведения матчей турнира |
| ------------------- | ----------------------------------------- |
| Хард (8)*           | Зал (5)                                   |
| Грунт (0)           | Зал (5)                                   |
| Трава (0)           | Открытый воздух (3)                       |
| Ковёр (0)           | Открытый воздух (3)                       |

* количество побед в одиночном разряде.
| №  | Дата             | Турнир                  | Покрытие   | Соперник в финале | Счёт                 |
| 1. | 13 февраля 2011  | Сан-Хосе, США           | Хард (зал) | Фернандо Вердаско | 7-6(6) 7-6(5)        |
| 2. | 8 января 2012    | Ченнаи, Индия           | Хард       | Янко Типсаревич   | 6-7(4) 7-6(4) 7-6(4) |
| 3. | 19 февраля 2012  | Сан-Хосе, США (2)       | Хард (зал) | Денис Истомин     | 7-6(3) 6-2           |
| 4. | 17 февраля 2013  | Сан-Хосе, США (3)       | Хард (зал) | Томми Хаас        | 6-4 6-3              |
| 5. | 29 сентября 2013 | Бангкок, Таиланд        | Хард (зал) | Томаш Бердых      | 7-6(4) 6-3           |
| 6. | 3 августа 2014   | Вашингтон, США          | Хард       | Вашек Поспишил    | 6-1 6-4              |
| 7. | 21 сентября 2015 | Санкт-Петербург, Россия | Хард (зал) | Жуан Соуза        | 6-3 3-6 6-3          |
| 8. | 10 января 2016   | Брисбен, Австралия      | Хард       | Роджер Федерер    | 6-4 6-4              |

#### Поражения (15)
| №   | Дата            | Турнир                 | Покрытие   | Соперник в финале      | Счёт               |
| 1.  | 20 февраля 2011 | Мемфис, США            | Хард (зал) | Энди Роддик            | 6-7(7) 7-6(11) 5-7 |
| 2.  | 26 февраля 2012 | Мемфис, США (2)        | Хард (зал) | Юрген Мельцер          | 5-7 6-7(4)         |
| 3.  | 7 октября 2012  | Токио, Япония          | Хард       | Кэй Нисикори           | 6-7(5) 6-3 0-6     |
| 4.  | 11 августа 2013 | Монреаль, Канада       | Хард       | Рафаэль Надаль         | 2-6 2-6            |
| 5.  | 6 октября 2013  | Токио, Япония (2)      | Хард       | Хуан Мартин дель Потро | 6-7(5) 5-7         |
| 6.  | 5 октября 2014  | Токио, Япония (3)      | Хард       | Кэй Нисикори           | 6-7(5) 6-4 4-6     |
| 7.  | 2 ноября 2014   | Париж, Франция         | Хард (зал) | Новак Джокович         | 2-6 3-6            |
| 8.  | 11 января 2015  | Брисбен, Австралия     | Хард       | Роджер Федерер         | 4-6 7-6(2) 4-6     |
| 9.  | 20 марта 2016   | Индиан-Уэлс, США       | Хард       | Новак Джокович         | 2-6 0-6            |
| 10. | 19 июня 2016    | Лондон, Великобритания | Трава      | Энди Маррей            | 7-6(5) 4-6 3-6     |
| 11. | 10 июля 2016    | Уимблдонский турнир    | Трава      | Энди Маррей            | 4-6 6-7(3) 6-7(2)  |
| 12. | 26 февраля 2017 | Делрей-Бич, США        | Хард       | Джек Сок               | Без игры           |
| 13. | 7 мая 2017      | Стамбул, Турция        | Грунт      | Марин Чилич            | 6-7(3) 3-6         |
| 14. | 17 июня 2018    | Штутгарт, Германия     | Трава      | Роджер Федерер         | 4-6 6-7(3)         |
| 15. | 29 августа 2020 | Нью-Йорк, США          | Хард       | Новак Джокович         | 6-1 3-6 4-6        |

### Финалы челленджеров и фьючерсов в одиночном разряде (8)

#### Победы (4)
| Условные обозначения |
| Челленджеры (0+1)*   |
| Фьючерсы (4+5)       |

| Титулы по покрытиям | Титулы по месту проведения матчей турнира |
| ------------------- | ----------------------------------------- |
| Хард (4+4)*         | Зал (1+2)                                 |
| Грунт (0+2)         | Зал (1+2)                                 |
| Трава (0)           | Открытый воздух (3+4)                     |
| Ковёр (0)           | Открытый воздух (3+4)                     |

* количество побед в одиночном разряде + количество побед в парном разряде.
| №  | Дата            | Турнир               | Покрытие   | Соперник в финале | Счёт              |
| 1. | 15 марта 2009   | Монреаль, Канада     | Хард (зал) | Грегуар Бюркье    | 6-3 6-4           |
| 2. | 29 августа 2009 | Нонтхабури, Таиланд  | Хард       | Лоран Рошет       | 6-7(1) 7-6(2) 7-5 |
| 3. | 18 апреля 2010  | Тэгу, Южная Корея    | Хард       | Хироки Кондо      | 6-1 6-1           |
| 4. | 2 мая 2010      | Кимчхон, Южная Корея | Хард       | Макс Радичнигг    | 6-4 6-4           |

#### Поражения (4)
| №  | Дата            | Турнир              | Покрытие   | Соперник в финале         | Счёт        |
| 1. | 23 марта 2008   | Шербрук, Канада     | Хард (зал) | Энрико Януцци             | 5-7 6-7(4)  |
| 2. | 22 августа 2009 | Нонтхабури, Таиланд | Хард       | Киттипхонг Вачирамановонг | 6-3 4-6 3-6 |
| 3. | 21 марта 2010   | Шербрук, Канада     | Хард (зал) | Вашек Поспишил            | 4-6 6-4 3-6 |
| 4. | 1 августа 2010  | Гранби, Канада      | Хард       | Тобиас Камке              | 3-6 6-7(4)  |

### Финалы турнировATPв парном разряде (1)

#### Поражения (1)
| №  | Дата         | Турнир          | Покрытие | Партнёр    | Соперники в финале                 | Счёт              |
| 1. | 12 июня 2011 | Халле, Германия | Трава    | Робин Хасе | Рохан Бопанна Айсам уль-Хак Куреши | 6-7(8) 6-3 [9-11] |

### Финалы челленджеров и фьючерсов в парном разряде (9)

#### Победы (6)
| №  | Дата            | Турнир              | Покрытие   | Партнёр        | Соперники в финале                | Счёт                 |
| 1. | 9 марта 2008    | Гатино, Канада      | Хард (зал) | Милан Покраяц  | Крис Клингеманн Томас Шёк         | 7-6(2) 6-7(3) [10-8] |
| 2. | 9 ноября 2008   | Римуски, Канада     | Хард (зал) | Вашек Поспишил | Кристиан Плесс Микаэль Рюдерстедт | 5-7 6-4 [10-6]       |
| 3. | 5 апреля 2009   | Мобил, США          | Хард       | Филип Бестер   | Лестер Кук Трет Конрад Хьюи       | 6-3 1-6 [10-5]       |
| 4. | 14 июня 2009    | Копер, Словения     | Грунт      | Денис Молчанов | Роман Ебавый Давид Новак          | 7-5 5-7 [10-5]       |
| 5. | 19 июля 2009    | Пеория, США         | Грунт      | Вашек Поспишил | Денис Живкович Мэтт Рид           | 6-3 6-4              |
| 6. | 22 августа 2009 | Нонтхабури, Таиланд | Хард       | Николаус Мозер | Сатоси Ивабути Гоуити Мотомура    | 0-6 7-6(2) [10-3]    |

#### Поражения (3)
| №  | Дата            | Турнир           | Покрытие   | Партнёр        | Соперники в финале             | Счёт          |
| 1. | 16 марта 2008   | Монреаль, Канада | Хард (зал) | Милан Покраяц  | Трэвис Реттенмайер Рилан Рицца | 6-7(5) 6-7(4) |
| 2. | 21 февраля 2009 | Загреб, Хорватия | Хард (зал) | Эрик Хвойка    | Виктор Йоницэ Денис Мацукевич  | 4-6 5-7       |
| 3. | 21 марта 2010   | Шербрук, Канада  | Хард (зал) | Вашек Поспишил | Кори Парр Тодд Пол             | 4-6 4-6       |

## История выступлений на турнирах
По состоянию на 28 октября 2024 года
Для того, чтобы предотвратить неразбериху и удваивание счета, информация в этой таблице корректируется только по окончании турнира или по окончании участия там данного игрока.
| Турнир                       | 2008  | 2009          | 2010          | 2011          | 2012  | 2013          | 2014          | 2015          | 2016  | 2017          | 2018          | 2019          | 2020          | 2021          | 2022          | 2023  | 2024  | Итог   | В/П за карьеру |
| ---------------------------- | ----- | ------------- | ------------- | ------------- | ----- | ------------- | ------------- | ------------- | ----- | ------------- | ------------- | ------------- | ------------- | ------------- | ------------- | ----- | ----- | ------ | -------------- |
| Турниры Большого шлема       |       |               |               |               |       |               |               |               |       |               |               |               |               |               |               |       |       |        |                |
| Открытый чемпионат Австралии | -     | -             | -             | 4Р            | 3Р    | 4Р            | 3Р            | 1/4           | 1/2   | 1/4           | 1Р            | 1/4           | 1/4           | 4Р            | -             | -     | 1Р    | 0 / 12 | 34-12          |
| Открытый чемпионат Франции   | -     | -             | -             | 1Р            | 3Р    | 3Р            | 1/4           | -             | 4Р    | 4Р            | -             | -             | -             | -             | -             | -     | -     | 0 / 6  | 14-6           |
| Уимблдонский турнир          | -     | -             | -             | 2Р            | 2Р    | 2Р            | 1/2           | 3Р            | Ф     | 1/4           | 1/4           | 4Р            | НП            | -             | -             | 2Р    | -     | 0 / 10 | 28-10          |
| Открытый чемпионат США       | -     | -             | 1Р            | -             | 4Р    | 4Р            | 4Р            | 3Р            | 2Р    | -             | 4Р            | -             | 2Р            | -             | -             | 1Р    | -     | 0 / 9  | 16-9           |
| Итог                         | 0 / 0 | 0 / 0         | 0 / 1         | 0 / 3         | 0 / 4 | 0 / 4         | 0 / 4         | 0 / 3         | 0 / 4 | 0 / 3         | 0 / 3         | 0 / 2         | 0 / 2         | 0 / 1         | 0 / 0         | 0 / 2 | 0 / 1 | 0 / 37 |                |
| В/П в сезоне                 | 0-0   | 0-0           | 0-1           | 4-3           | 8-4   | 9-4           | 14-4          | 8-3           | 15-4  | 11-3          | 7-3           | 7-2           | 5-2           | 3-1           | 0-0           | 1-2   | 0-1   |        | 92-37          |
| Итоговые турниры             |       |               |               |               |       |               |               |               |       |               |               |               |               |               |               |       |       |        |                |
| Итоговый турнир ATP          | -     | -             | -             | -             | -     | -             | Группа        | -             | 1/2   | -             | -             | -             | -             | -             | -             | -     | -     | 0 /2   | 2-4            |
| Олимпийские игры             |       |               |               |               |       |               |               |               |       |               |               |               |               |               |               |       |       |        |                |
| Летняя Олимпиада             | -     | Не проводился | Не проводился | Не проводился | 2Р    | Не проводился | Не проводился | Не проводился | -     | Не проводился | Не проводился | Не проводился | Не проводился | -             | НП            | НП    | 1Р    | 0 / 2  | 1-2            |
| Турниры серии Мастерс        |       |               |               |               |       |               |               |               |       |               |               |               |               |               |               |       |       |        |                |
| Индиан-Уэлс                  | -     | -             | -             | 3Р            | 3Р    | 4Р            | 1/4           | 1/2           | Ф     | -             | 1/2           | 1/2           | НП            | -             | -             | -     | 2Р    | 0 / 9  | 24-8           |
| Майами                       | -     | -             | -             | 2Р            | 3Р    | 3Р            | 1/4           | 4Р            | 1/4   | 3Р            | 1/4           | 3Р            | НП            | 4Р            | -             | -     | -     | 0 / 10 | 16-7           |
| Монте-Карло                  | -     | -             | -             | 3Р            | 1Р    | 2Р            | 1/4           | 1/4           | 1/4   | -             | 3Р            | -             | НП            | -             | -             | -     | -     | 0 / 7  | 12-6           |
| Мадрид                       | -     | -             | -             | 1Р            | 2Р    | 2Р            | 3Р            | 1/4           | 1/4   | 3Р            | 3Р            | -             | НП            | -             | -             | -     | -     | 0 / 8  | 11-8           |
| Рим                          | -     | -             | -             | 1Р            | 1Р    | 1Р            | 1/2           | -             | 2Р    | 1/4           | -             | -             | 2Р            | -             | -             | -     | -     | 0 / 7  | 7-7            |
| Монреаль/Торонто             | К1    | 1Р            | 1Р            | -             | 1/4   | Ф             | 1/4           | 2Р            | 1/4   | 2Р            | 2Р            | 2Р            | НП            | -             | -             | 3Р    | -     | 0 / 11 | 14-11          |
| Цинциннати                   | -     | -             | -             | -             | 1/4   | 3Р            | 1/2           | 1Р            | 1/2   | -             | 1/4           | -             | Ф             | -             | -             | -     | -     | 0 / 7  | 19-7           |
| Шанхай                       | НП    | -             | -             | 2Р            | 2Р    | 3Р            | 2Р            | 3Р            | 3Р    | -             | 1Р            | -             | Не проводился | Не проводился | Не проводился | -     | -     | 0 / 7  | 7-7            |
| Париж                        | -     | -             | -             | 1Р            | 3Р    | 3Р            | Ф             | -             | 1/2   | -             | 2Р            | 2Р            | 1/2           | -             | -             | -     | -     | 0 / 8  | 15-6           |
| Статистика за карьеру        |       |               |               |               |       |               |               |               |       |               |               |               |               |               |               |       |       |        |                |
| Проведено финалов            | 0     | 0             | 0             | 2             | 4     | 4             | 3             | 2             | 4     | 2             | 1             | 0             | 1             | 0             | 0             | 0     | 0     |        | 23             |
| Выиграно турниров            | 0     | 0             | 0             | 1             | 2     | 2             | 1             | 1             | 1     | 0             | 0             | 0             | 0             | 0             | 0             | 0     | 0     |        | 8              |
| В/П: всего                   | 0-0   | 0-1           | 4-6           | 31-19         | 45-20 | 45-21         | 49-20         | 33-16         | 52-17 | 29-12         | 32-15         | 22-14         | 23-9          | 7-5           | 0-0           | 5-4   | 6-5   |        | 383-184        |
| Σ % побед                    | -     | 0 %           | 40 %          | 62 %          | 69 %  | 68 %          | 73 %          | 67 %          | 75 %  | 71 %          | 68 %          | 61 %          | 72 %          | 58 %          | -             | 56 %  | 55 %  |        | 67,6 %         |

К — проигрыш в квалификационном турнире.